# Sankt Serafim av Sarovs kyrka, Chabarovsk
Sankt Serafim av Sarovs kyrka (ryska: Храм Преподобного Серафима Саровского; translitteration: Hram Prepodobnogo Serafima Sarovskogo) är en rysk-ortodox kyrkobyggnad belägen vid Tikhookeanskaja-gatan 167, i staden Chabarovsk i Chabarovsk kraj i sydöstra Sibirien, i Ryssland.
Kyrkan är helgad åt den helgonförklarade ryska munken Sankt Serafim av Sarov och tillhör det rysk-ortodoxa stiftet Chabarovsk stift.

## Historik
Sankt Serafim av Sarovs kyrka i Chabarovsk började att byggas år 2003, då grundstenen lades den 1 augusti och stod klar 2008, då den invigdes den 29 maj.
Upphovsmannen till projektet av kyrkan var arkitekt Alexander Mameshin.
Bygget med bland annat grunden leddes av den avlidne Pjotr Afanasievich Khvoshchenko.

## Kyrkan
- Den 17 september 2007 invigdes och installerades kyrkans kors på kupolerna. Korsen förgylldes i Moskva.[2]

- Kyrkan har 10 klockor. Klockorna invigdes den 15 maj 2008.[2]

## Bilder

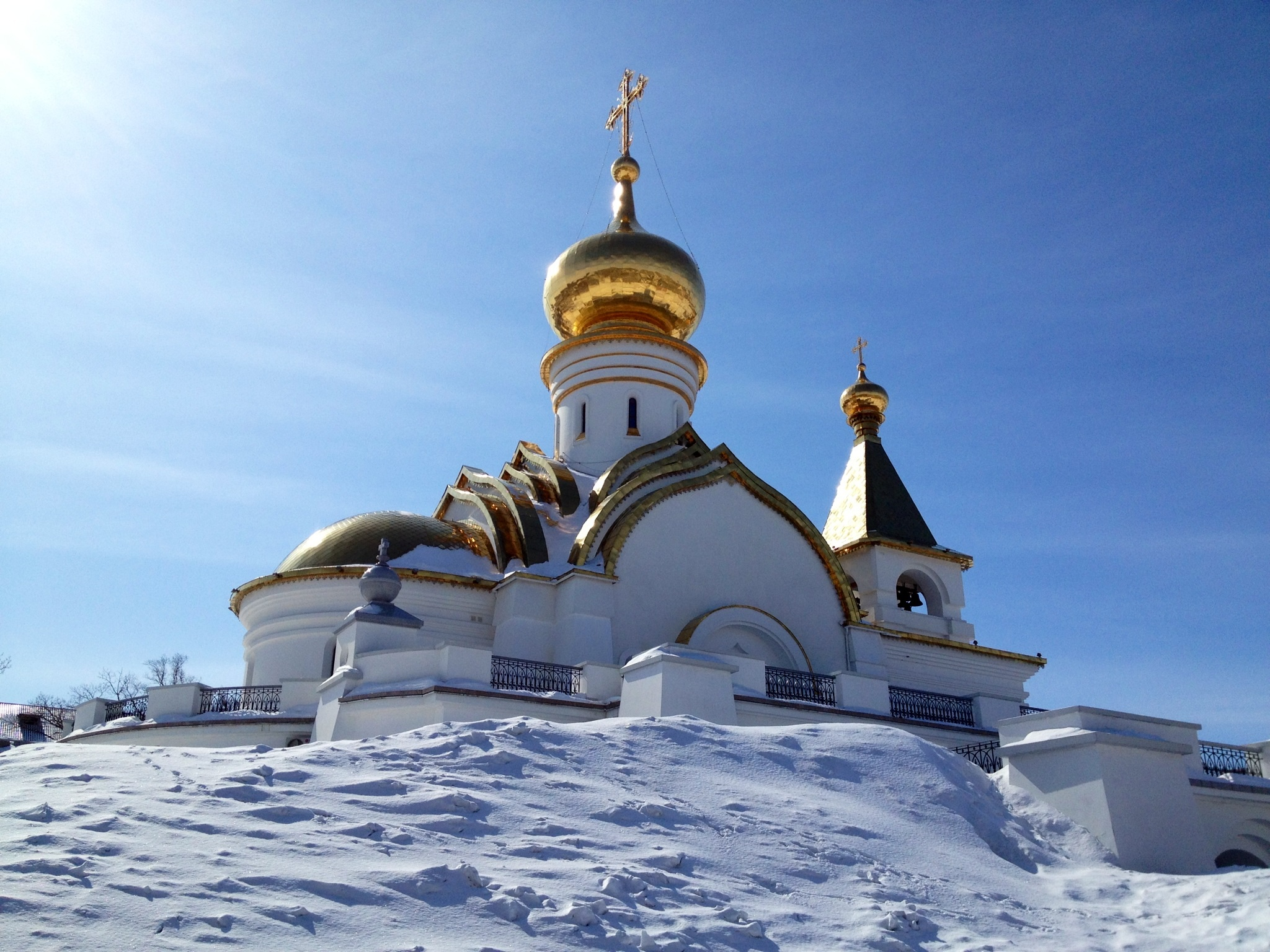
Baksidan.
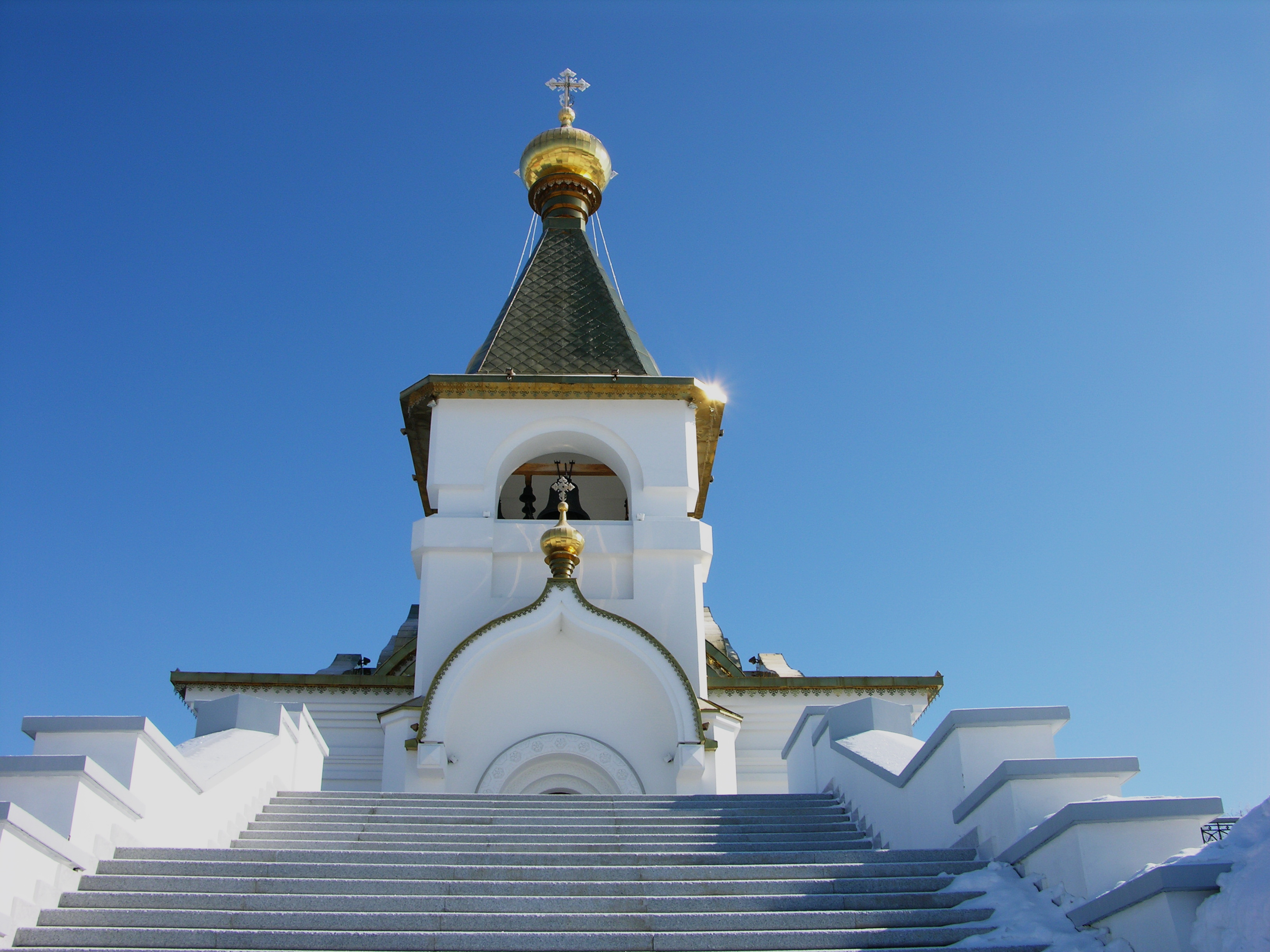
Framsidan.